# Nuoto in acque libere ai campionati mondiali di nuoto 2009 - 5 km maschili
La gara dei 5 km maschili di nuoto in acque libere ai campionati mondiali di nuoto 2009 si è svolta la mattina del 21 luglio 2009 al Lido di Ostia a Roma, in Italia. Hanno partecipato alla competizione 41 atleti.

## Medaglie
| Pos. | Atleta              | Nazionalità |
| ---- | ------------------- | ----------- |
|      | Thomas Lurz         | Germania    |
|      | Spyridōn Gianniōtīs | Grecia      |
|      | Ho Chad             | Sudafrica   |

## Risultati
| Pos.    | Atleta                    | Nazionalità      | Tempo               | Distacco            |
| ------- | ------------------------- | ---------------- | ------------------- | ------------------- |
| Oro     | Thomas Lurz               | Germania         | 56:26.9             |                     |
| Argento | Spyridōn Gianniōtīs       | Grecia           | 56:27.2             | 0.3                 |
| Bronzo  | Ho Chad                   | Sudafrica        | 56:41.9             | 15.0                |
| 4       | Luca Ferretti             | Italia           | 56:44.3             | 17.4                |
| 5       | Andrew Gemmel             | Stati Uniti      | 56:44.9             | 18.0                |
| 6       | Loic Branda               | Francia          | 56:47.0             | 20.1                |
| 7       | Francis Crippen           | Stati Uniti      | 56:47.1             | 20.2                |
| 8       | Diego Nogueira Montero    | Spagna           | 56:47.2             | 20.3                |
| 9       | Simone Ruffini            | Italia           | 56:47.3             | 20.4                |
| 10      | Francisco Jose Hervas     | Spagna           | 56:47.9             | 21.0                |
| 10      | Vladimir Dyatchin         | Russia           | 56:47.9             | 21.0                |
| 12      | Evgeny Drattsev           | Russia           | 56:48.5             | 21.6                |
| 13      | Andrew Beato              | Australia        | 56:52.4             | 25.5                |
| 14      | Rodrigo Elorza            | Messico          | 56:55.3             | 28.4                |
| 15      | Csaba Gercsák             | Ungheria         | 57:07.1             | 40.2                |
| 16      | Trent Grimsey             | Australia        | 57:07.2             | 40.3                |
| 17      | Jan Posmourny             | Rep. Ceca        | 57:07.8             | 40.9                |
| 18      | Julien Sauvage            | Francia          | 57:09.6             | 42.7                |
| 19      | Luiz Eduardo Lima         | Brasile          | 57:11.1             | 44.2                |
| 20      | Jakub Fichtl              | Rep. Ceca        | 57:21.1             | 54.2                |
| 21      | Jan Wolfgarten            | Germania         | 57:31.7             | 1:04.8              |
| 22      | David Creel               | Canada           | 57:37.1             | 1:10.2              |
| 23      | Kostiantyn Ukradyga       | Ucraina          | 57:48.8             | 1:21.9              |
| 24      | Richard Charlesworth      | Gran Bretagna    | 57:57.4             | 1:30.5              |
| 25      | Igor Snitko               | Ucraina          | 57:58.1             | 1:31.2              |
| 26      | Luis Rogerio Arapiraca    | Brasile          | 58:04.9             | 1:38.0              |
| 27      | Daniel Viegas             | Portogallo       | 58:05.0             | 1:38.1              |
| 28      | Daniel Delgadillo         | Messico          | 58:17.7             | 1:50.8              |
| 29      | Kurt Niehaus              | Costa Rica       | 58:17.8             | 1:50.9              |
| 30      | Esteban Enderica          | Ecuador          | 58:17.9             | 1:51.0              |
| 31      | Gergely Gyurta            | Ungheria         | 58:20.8             | 1:53.9              |
| 32      | Daniel Marais             | Sudafrica        | 58:21.9             | 1:55.0              |
| 33      | Alfie Howes               | Gran Bretagna    | 59:36.8             | 3:09.9              |
| 34      | Ivan Enderica             | Ecuador          | 59:40.1             | 3:13.2              |
| 35      | Yvan Hernandez            | Venezuela        | 1h01:53.9           | 5:27.0              |
| 36      | Angel Moreira             | Venezuela        | 1h01:57.1           | 5:30.2              |
| 37      | Tomas Vachan              | Slovacchia       | 1h02:06.8           | 5:39.9              |
| 38      | Juan Prem Biere           | Guatemala        | 1h07:45.3           | 11:18.4             |
| 39      | Mohammed Jassim Alghareeb | Arabia Saudita   | 1h07:49.8           | 11:22.9             |
| -       | Orel Jeffrey              | Antille Olandesi | fuori tempo massimo | fuori tempo massimo |
| -       | Kareem Valentine          | Antille Olandesi | fuori tempo massimo | fuori tempo massimo |